# スヴィプダグ

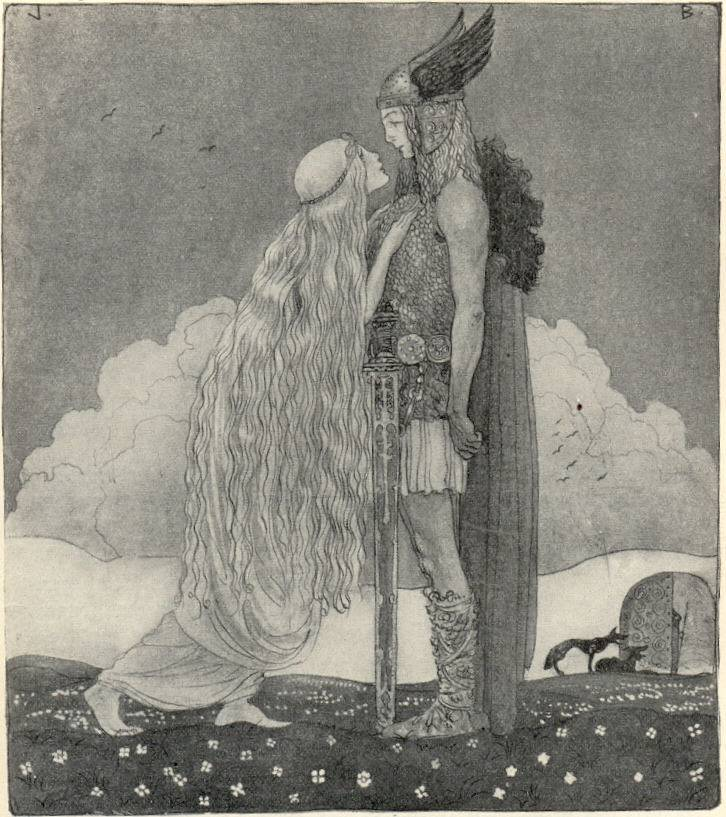

スヴィプダグ、スヴィグダーグ（古ノルド語: Svipdagr 「素早い日」）は、古ノルド語の「古エッダ」『グローアの呪歌』と『フィヨルスヴィズの歌』（Fjölsvinnsmál）に登場する英雄。
継母の命令でメングロズの愛を得るため、亡母グローアの助力を得て九つの世界を巡る旅に出る。彼は北欧神話における最大の英雄の一人である。

## あらすじ
ソルビャルト（Sólbjartr、「太陽の輝き」の意)と巫女のグローアの子であるが、母を失い父の後妻に辛く当たられた。
スヴィプダグは、 継母の言いつけで、彼の「運命の花嫁」である女神メングロズ（Menglöð）の愛を得る旅に出る。  この一見不可能な任務を果たすために「スノッリのエッダ」にも登場する巫女で亡母のグローアの墓を訪ね、降霊術によって母の霊を召喚し呪文を教えてくれと頼んだ。グローアはスヴィプダグの苦難を防ぐ呪文を授けるが、1つ目の詩はここで唐突に終わる。 
2番目の詩の始まるところでスヴィプダグはメングロズの城にたどり着き、そこでは自分の本当の名を明かさずにヴィンドカルド（風の冷たさ）と名乗り、明らかに自身を霜の巨人と装う門番によってなぞなぞ遊びを仕掛けられる。門番の名はフィヨルスヴィズ（Fjölsviðr）であるが、この名は「グリームニルの言葉」47節に登場するオーディンの名前のひとつである。彼にはウルフハウンドのゲリ（Geri）とギフ（Gifr）が付き添っている。その住民およびその環境に関する一連の18の問答の末、スヴィプダグはついに城の門がただひとりの人間にしか開かれないこと、そしてそれがスヴィプダク自身であることを知る。スヴィプダグが正体を明らかにすると門が開き、メングロズは立ち上がって待ち望んでいた恋人に「おかえりなさい」と歓迎した。
後にニヴルヘイムに渡ってフレイ神の勝利の剣を取り戻した後に冬の戦いでハールヴダンやトール神と戦い、ミョルニルの柄を叩き折った勇猛さが認められてアース神族に迎え入れられるなどの華々しい戦果を上げたが、最期はドラゴンの姿になっていた所を父の復讐を誓うハッディングに殺された。

## 他の資料
スヴィプダグと同じ名の英雄が「散文エッダ」の序文、『ヘイムスクリングラ』、『デンマーク人の事績』にも登場する。スヴィプダグと名付けられた英雄のひとりは王フロールヴ・クラキの仲間である。
アングロサクソン年代記では、デイラ王エラの祖先の中にスウェブダイ（Swæbdæg）の名がある。

## 解釈
19世紀以降ヤーコプ・グリムを支持して、ほとんどの学説でメングロズは女神フレイヤと同定されている。スウェーデンの研究者ヴィクトル・リュードベリは自身の子供向けの著書 Fädernas gudasaga の中でスヴィプダグをフレイヤの夫オーズあるいはオッタルと同定し、その理由を彼の著書『ゲルマン神話研究』（1882）第1巻で概説している。これらの詩について詳細にコメントした学者は他にヤルマル・ファルク（1893）、バレンツ・シモンズとヒューゴ・ゲリング（1903）、ヘンリー・ベロウズ（1923）、オットー・ヘフラー（1952）、リー・ホランダー、ロッテ・モッツ、エイナル・オーラヴル・スヴェインソン（1975）、カロリーネ・ラリントン（1999）、ジョン・マッキンネル（2005）らがいる。